# هروشووانی (ناحیه خوموتوف)
هروشووانی (به چکی: Hrušovany) یک منطقهٔ مسکونی در جمهوری چک است که در ناحیه خوموتوو واقع شده‌است. هروشووانی ۱۲٫۵۷ کیلومتر مربع مساحت و ۴۱۲ نفر جمعیت دارد و ۳۰۰ متر بالاتر از سطح دریا واقع شده‌است.